# Miro incarnat
Petroica rodinogaster
Espèce
Statut de conservation UICN

 LC  : Préoccupation mineure

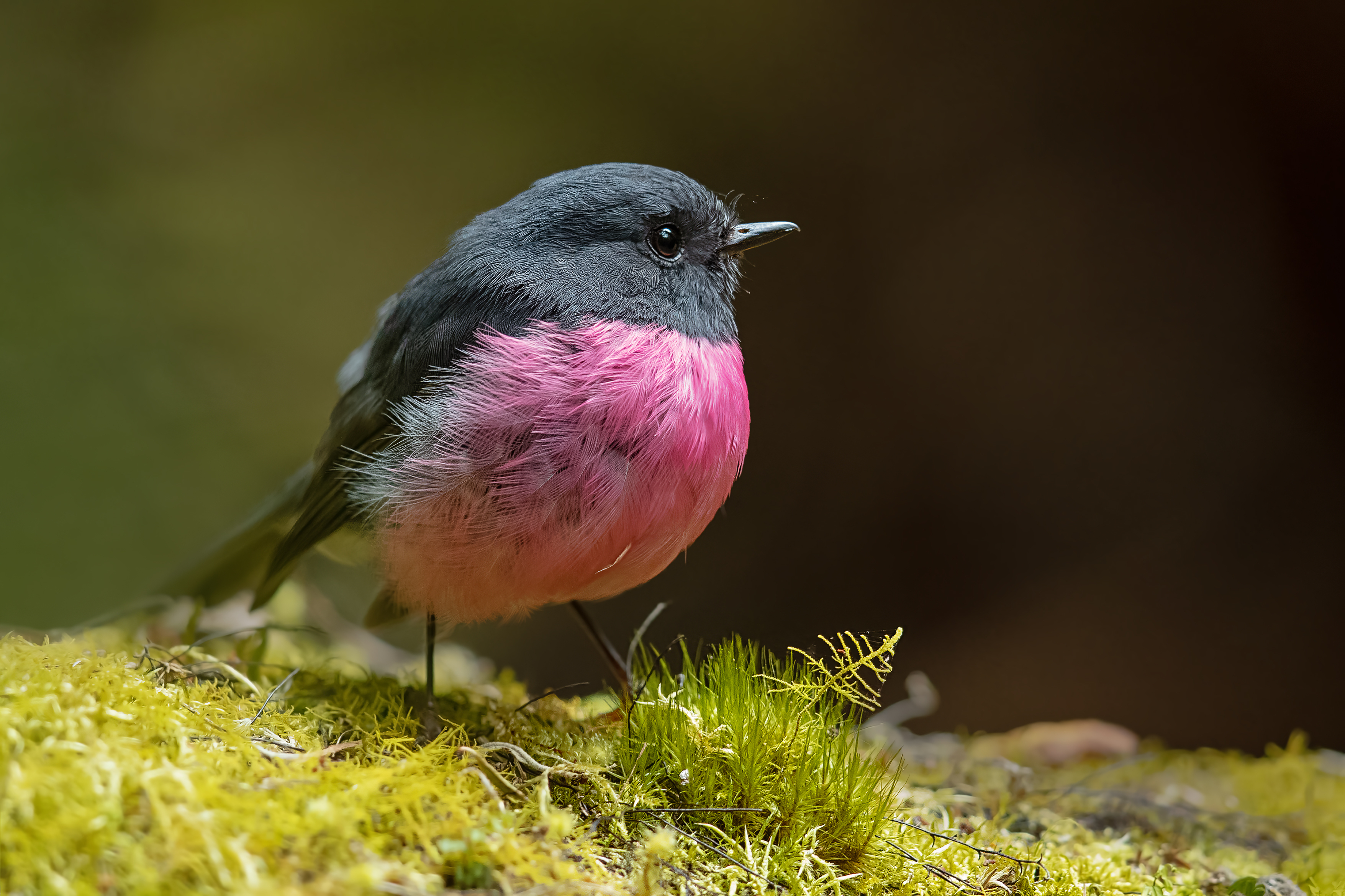
Un miro incarnat dans le parc national du Mont-Field, Tasmanie (Australie), janvier 2020.

Le Miro incarnat (Petroica rodinogaster) est une espèce de passereaux de la famille des Petroicidae.

## Répartition et sous-espèces
Il est endémique du Sud-Est de l'Australie.
D'après la classification de référence (version 5.2, 2015) du Congrès ornithologique international, cette espèce est constituée des deux sous-espèces suivantes :
- Petroica rodinogaster rodinogaster (Tasmanie ) ;
- Petroica rodinogaster inexpectata (Victoria ).